# 유델 혼손
유델 혼손 세데뇨(스페인어: Yudel Johnson Cedeño, 1981년 6월 6일~)는 쿠바의 은퇴한 권투 선수이다. 2004년 하계 올림픽 라이트웰터급 은메달을 획득했고 팬아메리칸 게임에서 금메달 1개를 획득했다. 이후 미국으로 망명 후 2009년 프로로 전향하여 2015년까지 활동했다.